# Hong Kong 97 (trò chơi điện tử)
Hong Kong 97  là trò chơi điện tử shoot 'em up dành cho hệ máy Super Famicom. Nó được phát triển và phát hành bởi HappySoft, một nhà phát triển chuyên sản xuất các trò chơi homebrew, cũng như được thiết kế bởi nhà báo người Nhật Kowloon Kurosawa, người từng tiết lộ trò chơi được thực hiện trong hai ngày. Trò chơi đã thu hút một lượng lớn người theo dõi vì chất lượng thảm hại, và bị coi là kusoge (nhảm nhí) ở Nhật Bản.

## Cốt truyện
Hong Kong 97 bắt đầu với một cảnh quay ngắn xoay quanh việc chuyển giao chủ quyền Hồng Kông năm 1997. Một lượng lớn người nhập cư vào Hồng Kông từ Hoa Lục, từ đó kéo theo tỉ lệ tội phạm gia tăng. Để đối phó với tình trạng này, Chính quyền Hồng Kông đã thuê Chin, người họ hàng không rõ danh tính của Lý Tiểu Long, để "quét sạch" toàn bộ 1,2 tỉ "cộng sản đỏ" ở Trung Quốc. Cùng lúc, một dự án bí mật của cộng sản đã thành công trong việc hồi sinh nhà lãnh đạo Đặng Tiểu Bình (được La tinh hoá thành "Tong Shau Ping").
Nhân vật Chin trong trò chơi được khắc hoạ bằng hình ảnh Thành Long từ áp phích phim Wheels on Meals. Bản dịch tiếng Trung thì gọi Chin là "Mr. Chan" (tiếng Trung: 陳先生; Hán-Việt: Trần tiên sinh; bính âm: Chén xiānshēng), cũng ám chỉ rằng nhân vật này được khắc hoạ từ hình ảnh Thành Long. Mặt sau của trò chơi cũng có ghi rằng Chin là một người nghiện opioid. Khi HappySoft phát hành Hong Kong 97 năm 1995, Đặng Tiểu Bình được cho là đã chết trong trò chơi, nhưng thực tế vẫn còn sống. Tuy nhiên, ông qua đời vào ngày 19 tháng 2 năm 1997, vài tháng trước khi chủ quyền Hồng Kông được bàn giao, đúng với bối cảnh của Hong Kong 97.

## Phát triển
Vào tháng 1 năm 2018, Yoshihisa "Kowloon" Kurosawa cuối cùng đã phá vỡ sự im lặng của mình về việc phát triển trò chơi với tờ South China Morning Post. Ông tiết lộ rằng mục đích của mình là làm cho trò chơi trông tệ hại nhất một cách có thể như một vết dơ đối với ngành công nghiệp trò chơi điện tử. Vì Kurosawa không thông thạo lập trình nên ông đã nhờ một nhân viên của Enix giúp đỡ. Kết quả là trò chơi được thực hiện trong hai ngày. Sau đó, ông đã nhờ một người bạn biên dịch cốt truyện sang tiếng Anh, đồng thời nhờ một sinh viên đến từ Hồng Kông để dịch nó sang tiếng Trung. Nhạc nền của Hong Kong 97 là một đoạn cắt ngắn của bài hát thiếu nhi "Em yêu Bắc Kinh Thiên An Môn", từ chiếc đĩa la-de cũ mà Kurosawa mua được ở đường Thượng Hải (Hồng Kông). Tương tự, nhân vật chính với dạng hình ảnh hai chiều được lấy từ áp phích phim Wheels on Meals, bộ phim võ thuật Hồng Kông năm 1984.
Sau khi hoàn thành, Kurosawa đã sử dụng thiết bị sao lưu trò chơi để sao chép trò chơi vào một đĩa mềm mà ông tìm thấy khi đi lang thang qua các phố buôn máy tính ở Thâm Thủy Bộ. Do thiết bị sao lưu trò chơi là vật bất hợp pháp ở Nhật Bản vào thời điểm đó nên Kurosawa chỉ có thể quảng cáo trò chơi thông qua các bài báo viết dưới các bút danh cho các tạp chí game ngầm. Đồng thời thiết lập dịch vụ đặt hàng qua thư với mục đích bán trò chơi dưới dạng đĩa mềm và hộp chứa băng, với giá từ 2.000 đến 2.500 yên (20 – 25 đô la Mỹ). Ông đã in vài trăm tờ ảnh rời nhưng sau đó đã vứt chúng đi vì Hong Kong 97 chỉ bán được 30 bản. Cuối cùng Kurosawa đã lãng quên trò chơi, cho đến khi ông nhận ra rằng nó đang thu hút sự chú ý vào cuối thập niên 2000. Tài khoản Facebook của ông bị người dùng phát hiện. Từ đó, ông bị tra tấn bởi những câu hỏi xoay quanh trò chơi.